# Ammasso Sagittarius A*

Le orbite calcolate di 6 stelle facenti parte dell'ammasso Sagittarius A* e orbitanti attorno al buco nero supermassiccio che si ritiene risieda nel Centro Galattico.

L'ammasso Sagittarius A* è un gruppo di stelle rotanti su un'orbita molto ravvicinata attorno a Sagittarius A*, il buco nero supermassiccio che si suppone sia presente al centro della Via Lattea. Le singole stelle facenti parte di tale gruppo, non propriamente classificabile come ammasso stellare sebbene esso sia comunemente così chiamato, tutte aventi un pericentro stimato inferiore a quattro centesimi di parsec e un'orbita particolarmente eccentrica, sono spesso elencate con il nome di "stelle S", nomenclatura che non ha nulla a che vedere con le stelle di classe S, tuttavia i loro nomi e numeri identificativi non sono stati ancora del tutto formalizzati, ed esse sono quindi spesso indicate con sigle diverse a seconda del catalogo stellare.

## Formazione
La presenza di stelle a distanza così ravvicinata da un buco nero supermassiccio sfida gli attuali modelli di formazione stellare, tuttavia essa può essere giustificata chiamando in causa il meccanismo di Hills, ossia supponendo che ognuna di tali stelle facesse un tempo parte di un sistema binario che, passando vicino al buco nero, è stato da questo turbato e distrutto, con il risultato che una delle due stelle è rimasta in orbita attorno a Sagittarius A*, divenendo una "stella S", mentre l'altra è stata eiettata a velocità altissima, pari anche ad alcuni punti percentuali della velocità della luce, divenendo una cosiddetta stella iperveloce.
Lo studio dei cambiamenti di posizione apparente delle stelle dell'ammasso, monitorati sin dal 1995 nel caso di S2, una stella di classe spettrale B0-2 V, è stato utilizzato nell'ambito dello studio atto a dimostrare l'esistenza di un buco nero supermassiccio al centro della Via Lattea.
Ad oggi, 2023, si ritiene che la stella che raggiunge la minore distanza da Sagittarius A* sia S4714, sita su un'orbita avente eccentricità pari a 0,985, che la porta a una distanza minima dal buco nero di  12,6±9,3 au, ovvero una distanza simile a quella che separa Saturno dal Sole, dove viaggia a una velocità di 23928±8840 km/s, ossia circa l'8% della velocità della luce nel vuoto, percorrendo un'intera orbita in circa 12 anni.

## Stelle
La tabella qui di seguito mostra le orbite calcolate per le stelle dell'ammasso a noi note e pubblicate da Gillesse et al. nel 2017, con l'eccezione della stella S2, calcolata dal progetto GRAVITY 2019, della stella S62, calcolata da Peißker et al. nel gennaio 2020, e delle stelle dalla S4711 alla S4715, anch'esse pubblicate da Peißker et al. nell'agosto 2020.
Nella tabella, id1 è il nome della stella nel catalogo di Gillessen, mentre id2 è il nome riportato dal catalogo dell'Università della California di Los Angeles. a, e, i, Ω e ω sono parametri orbitali standard, con a misurato in arcosecondi. Tp è l'epoca del passaggio dal pericentro, P è il periodo orbitale in anni e Kmag è la magnitudine apparente della stella nella banda K. q e v sono poi la distanza del pericentro in unità astronomiche e la velocità della stella nel suo passaggio dal pericentro espressa come percentuale della velocità della luce nel vuoto, mentre Δ indica la deviazione standard delle varie quantità.
| id1   | id2    | a      | Δa      | e      | Δe     | i (°)  | Δi   | Ω (°)  | ΔΩ    | ω (°)  | Δω    | Tp (anni) | ΔTp     | P (anni) | ΔP      | Kmag  | q (AU)   | Δq      | v (%c) | Δv   |
| ----- | ------ | ------ | ------- | ------ | ------ | ------ | ---- | ------ | ----- | ------ | ----- | --------- | ------- | -------- | ------- | ----- | -------- | ------- | ------ | ---- |
| S1    | S0-1   | 0,5950 | 0,0240  | 0,5560 | 0,0180 | 119,14 | 0,21 | 342,04 | 0,32  | 122,30 | 1,40  | 2 001,800 | 0,150   | 166,0    | 5,8     | 14,70 | 2 160,7  | 6,7     | 0,55   | 0,03 |
| S2    | S0-2   | 0,1251 | 0,0001  | 0,8843 | 0,0001 | 133,91 | 0,05 | 228,07 | 0,04  | 66,25  | 0,04  | 2 018,379 | 0,001   | 16,1     | 0,0     | 13,95 | 118,4    | 0,2     | 2,56   | 0,00 |
| S4    | S0-3   | 0,3570 | 0,0037  | 0,3905 | 0,0059 | 80,33  | 0,08 | 258,84 | 0,07  | 290,80 | 1,50  | 1 957,400 | 1,200   | 77,0     | 1,0     | 14,40 | 1 779,7  | 25,1    | 0,57   | 0,01 |
| S6    | S0-7   | 0,6574 | 0,0006  | 0,8400 | 0,0003 | 87,24  | 0,06 | 85,07  | 0,12  | 116,23 | 0,07  | 2 108,610 | 0,030   | 192,0    | 0,2     | 15,40 | 860,3    | 4,4     | 0,94   | 0,00 |
| S8    | S0-4   | 0,4047 | 0,0014  | 0,8031 | 0,0075 | 74,37  | 0,30 | 315,43 | 0,19  | 346,70 | 0,41  | 1 983,640 | 0,240   | 92,9     | 0,4     | 14,50 | 651,7    | 22,5    | 1,07   | 0,01 |
| S9    | S0-5   | 0,2724 | 0,0041  | 0,6440 | 0,0200 | 82,41  | 0,24 | 156,60 | 0,10  | 150,60 | 1,00  | 1 976,710 | 0,920   | 51,3     | 0,7     | 15,10 | 793,2    | 36,9    | 0,93   | 0,02 |
| S12   | S0-19  | 0,2987 | 0,0018  | 0,8883 | 0,0017 | 33,56  | 0,49 | 230,10 | 1,80  | 317,90 | 1,50  | 1 995,590 | 0,040   | 58,9     | 0,2     | 15,50 | 272,9    | 2,0     | 1,69   | 0,01 |
| S13   | S0-20  | 0,2641 | 0,0016  | 0,4250 | 0,0023 | 24,70  | 0,48 | 74,50  | 1,70  | 245,20 | 2,40  | 2 004,860 | 0,040   | 49,0     | 0,1     | 15,80 | 1 242,0  | 2,4     | 0,69   | 0,01 |
| S14   | S0-16  | 0,2863 | 0,0036  | 0,9761 | 0,0037 | 100,59 | 0,87 | 226,38 | 0,64  | 334,59 | 0,87  | 2 000,120 | 0,060   | 55,3     | 0,5     | 15,70 | 56,0     | 3,8     | 3,83   | 0,06 |
| S17   |        | 0,3559 | 0,0096  | 0,3970 | 0,0110 | 96,83  | 0,11 | 191,62 | 0,21  | 326,00 | 1,90  | 1 991,190 | 0,410   | 76,6     | 1,0     | 15,30 | 1 755,3  | 16,4    | 0,57   | 0,02 |
| S18   | S0-18  | 0,2379 | 0,0015  | 0,4710 | 0,0120 | 110,67 | 0,18 | 49,11  | 0,18  | 349,46 | 0,66  | 1 993,860 | 0,160   | 41,9     | 0,2     | 16,70 | 1 029,3  | 3,8     | 0,77   | 0,01 |
| S19   | S0-28  | 0,5200 | 0,0940  | 0,7500 | 0,0430 | 71,96  | 0,35 | 344,60 | 0,62  | 155,20 | 2,30  | 2 005,390 | 0,160   | 135,0    | 14,0    | 16,00 | 1 063,3  | 4,5     | 0,83   | 0,20 |
| S21   |        | 0,2190 | 0,0017  | 0,7640 | 0,0140 | 58,80  | 1,00 | 259,64 | 0,62  | 166,40 | 1,10  | 2 027,400 | 0,170   | 37,0     | 0,3     | 16,90 | 422,7    | 3,6     | 1,32   | 0,02 |
| S22   |        | 1,3100 | 0,2800  | 0,4490 | 0,0880 | 105,76 | 0,95 | 291,70 | 1,40  | 95,00  | 20,00 | 1 996,900 | 10,200  | 540,0    | 63,0    | 16,60 | 5 903,7  | 9,7     | 0,32   | 0,10 |
| S23   |        | 0,2530 | 0,0120  | 0,5600 | 0,1400 | 48,00  | 7,10 | 249,00 | 13,00 | 39,00  | 6,70  | 2 024,700 | 3,700   | 45,8     | 1,6     | 17,80 | 910,5    | 1,6     | 0,85   | 0,06 |
| S24   | S0-26  | 0,9440 | 0,0480  | 0,8970 | 0,0049 | 103,67 | 0,42 | 7,93   | 0,37  | 290,00 | 15,00 | 2 024,500 | 0,030   | 331,0    | 16,0    | 15,60 | 795,3    | 30,8    | 0,99   | 0,07 |
| S29   |        | 0,4280 | 0,0190  | 0,7280 | 0,0520 | 105,80 | 1,70 | 161,96 | 0,80  | 346,50 | 5,90  | 2 025,960 | 0,940   | 101,0    | 2,0     | 16,70 | 952,2    | 67,4    | 0,87   | 0,05 |
| S31   | S0-8   | 0,4490 | 0,0100  | 0,5497 | 0,0025 | 109,03 | 0,27 | 137,16 | 0,30  | 308,00 | 3,00  | 2 018,070 | 0,140   | 108,0    | 1,2     | 15,70 | 1 653,7  | 14,6    | 0,63   | 0,02 |
| S33   | S0-33  | 0,6570 | 0,0260  | 0,6080 | 0,0640 | 60,50  | 2,50 | 100,10 | 5,50  | 303,70 | 1,60  | 1 928,000 | 12,000  | 192,0    | 5,2     | 16,00 | 2 106,5  | 179,7   | 0,56   | 0,03 |
| S38   | S0-38  | 0,1416 | 0,0002  | 0,8201 | 0,0007 | 171,10 | 2,10 | 101,06 | 0,24  | 17,99  | 0,25  | 2 003,190 | 0,010   | 19,2     | 0,0     | 17,00 | 208,4    | 1,5     | 1,91   | 0,01 |
| S39   |        | 0,3700 | 0,0150  | 0,9236 | 0,0021 | 89,36  | 0,73 | 159,03 | 0,10  | 23,30  | 3,80  | 2 000,060 | 0,060   | 81,1     | 1,5     | 16,80 | 231,2    | 3,3     | 1,86   | 0,09 |
| S42   |        | 0,9500 | 0,1800  | 0,5670 | 0,0830 | 67,16  | 0,66 | 196,14 | 0,75  | 35,80  | 3,20  | 2 008,240 | 0,750   | 335,0    | 58,0    | 17,50 | 3 364,4  | 24,8    | 0,44   | 0,13 |
| S54   |        | 1,2000 | 0,8700  | 0,8930 | 0,0780 | 62,20  | 1,40 | 288,35 | 0,70  | 140,80 | 2,30  | 2 004,460 | 0,070   | 477,0    | 199,0   | 17,50 | 1 050,2  | 1,9     | 0,86   | 0,78 |
| S55   | S0-102 | 0,1078 | 0,0010  | 0,7209 | 0,0077 | 150,10 | 2,20 | 325,50 | 4,00  | 331,50 | 3,90  | 2 009,340 | 0,040   | 12,8     | 0,1     | 17,50 | 246,1    | 4,1     | 1,70   | 0,02 |
| S60   |        | 0,3877 | 0,0070  | 0,7179 | 0,0051 | 126,87 | 0,30 | 170,54 | 0,85  | 29,37  | 0,29  | 2 023,890 | 0,090   | 87,1     | 1,4     | 16,30 | 894,5    | 1,7     | 0,89   | 0,02 |
| S62   |        | 0,0897 | 0,00005 | 0,9760 | 0,0020 | 72,76  | 4,58 | 122,61 | 0,57  | 42,62  | 0,40  | 2 003,330 | 0,010   | 9,9      | 0,0     | 16,10 | 16,4     | 1,5     | 7,03   | 0,04 |
| S66   | S1-2   | 1,5020 | 0,0950  | 0,1280 | 0,0430 | 128,50 | 1,60 | 92,30  | 3,20  | 134,00 | 17,00 | 1 771,000 | 38,000  | 664,0    | 37,0    | 14,80 | 10 712,4 | 620,5   | 0,21   | 0,02 |
| S67   | S1-3   | 1,1260 | 0,0260  | 0,2930 | 0,0570 | 136,00 | 1,10 | 96,50  | 6,40  | 213,50 | 1,60  | 1 705,000 | 22,000  | 431,0    | 10,0    | 12,10 | 6511,2   | 360,6   | 0,29   | 0,01 |
| S71   | S0-71  | 0,9730 | 0,0400  | 0,8990 | 0,0130 | 74,00  | 1,30 | 35,16  | 0,86  | 337,80 | 4,90  | 1 695,000 | 21,000  | 346,0    | 11,0    | 16,10 | 803,8    | 1,4     | 0,99   | 0,06 |
| S83   | S0-15  | 1,4900 | 0,1900  | 0,3650 | 0,0750 | 127,20 | 1,40 | 87,70  | 1,20  | 203,60 | 6,00  | 2 046,800 | 6,300   | 656,0    | 69,0    | 13,60 | 7 738,6  | 22,5    | 0,27   | 0,05 |
| S85   |        | 4,6000 | 3,3000  | 0,7800 | 0,1500 | 84,78  | 0,29 | 107,36 | 0,43  | 156,30 | 6,80  | 1 930,200 | 9,800   | 3 580,0  | 2 550,0 | 15,60 | 8 277,1  | 29,6    | 0,30   | 0,33 |
| S87   | S1-12  | 2,7400 | 0,1600  | 0,2240 | 0,0270 | 119,54 | 0,87 | 106,32 | 0,99  | 336,10 | 7,70  | 611,000   | 154,000 | 1 640,0  | 105,0   | 13,60 | 17 390,5 | 2 572,9 | 0,17   | 0,02 |
| S89   |        | 1,0810 | 0,0550  | 0,6390 | 0,0380 | 87,61  | 0,16 | 238,99 | 0,18  | 126,40 | 4,00  | 1 783,000 | 26,000  | 406,0    | 27,0    | 15,30 | 3 191,8  | 407,2   | 0,46   | 0,04 |
| S91   |        | 1,9170 | 0,0890  | 0,3030 | 0,0340 | 114,49 | 0,32 | 105,35 | 0,74  | 356,40 | 1,60  | 1 108,000 | 69,000  | 958,0    | 50,0    | 12,20 | 10 928,4 | 74,5    | 0,22   | 0,02 |
| S96   | S0-96  | 1,4990 | 0,0570  | 0,1740 | 0,0220 | 126,36 | 0,96 | 115,66 | 0,59  | 233,60 | 2,40  | 1 646,000 | 16,000  | 662,0    | 29,0    | 10,00 | 10 127,0 | 530,0   | 0,22   | 0,02 |
| S97   | S1-16  | 2,3200 | 0,4600  | 0,3500 | 0,1100 | 113,00 | 1,30 | 113,20 | 1,40  | 28,00  | 14,00 | 2 132,000 | 29,000  | 1 270,0  | 309,0   | 10,30 | 12 333,9 | 305,9   | 0,21   | 0,08 |
| S145  |        | 1,1200 | 0,1800  | 0,5000 | 0,2500 | 83,70  | 1,60 | 263,92 | 0,94  | 185,00 | 16,00 | 1 808,000 | 58,000  | 426,0    | 71,0    | 17,50 | 4 580,2  | 1 471,2 | 0,37   | 0,10 |
| S175  |        | 0,4140 | 0,0390  | 0,9867 | 0,0018 | 88,53  | 0,60 | 326,83 | 0,78  | 68,52  | 0,40  | 2 009,510 | 0,010   | 96,2     | 5,0     | 17,50 | 45,0     | 0,8     | 4,27   | 0,47 |
| S4711 |        | 0,0751 | 0,0015  | 0,768  | 0,030  | 114,71 | 2,92 | 20,10  | 3,72  | 131,59 | 3,09  | 2 010,85  | 0,06    | 7,6      | 0,3     | 18,4  | 143,7    | 7,4     | 2,2    | 0,2  |
| S4712 |        | 0,451  | 0,0025  | 0,365  | 0,032  | 117,28 | 1,31 | 166,38 | 3,20  | 238,08 | 3,43  | 2 007,12  | 0,08    | 112,0    | 2,9     | 18,4  | 2 366    | 120     | 0,48   | 0,02 |
| S4713 |        | 0,2    | 0,095   | 0,351  | 0,059  | 111,07 | 1,66 | 95,06  | 5,15  | 301,97 | 8,02  | 2 000,03  | 0,22    | 33,2     | 2,5     | 18,5  | 1 073    | 110     | 0,71   | 0,05 |
| S4714 |        | 0,102  | 0,0003  | 0,985  | 0,011  | 127,7  | 0,28 | 129,28 | 0,63  | 357,25 | 0,08  | 2 017,29  | 0,02    | 12,0     | 0,3     | 17,7  | 12,6     | 9,3     | 8,0    | 3    |
| S4715 |        | 0,1439 | 0,011   | 0,247  | 0,040  | 129,8  | 3,72 | 282,15 | 2,92  | 359,99 | 5,38  | 2 008,05  | 0,3     | 20,2     | 2,4     | 17,8  | 894      | 83      | 0,75   | 0,04 |
| R34   |        | 1,8100 | 0,1500  | 0,6410 | 0,0980 | 136,00 | 8,30 | 330,00 | 19,00 | 57,00  | 8,00  | 1 522,000 | 52,000  | 877,0    | 83,0    | 14,00 | 5 314,6  | 856,3   | 0,36   | 0,05 |
| R44   |        | 3,9000 | 1,4000  | 0,2700 | 0,2700 | 131,00 | 5,20 | 80,50  | 7,10  | 217,00 | 24,00 | 1 963,000 | 85,000  | 2730,0   | 1350,0  | 14,00 | 23 285,6 | 901,5   | 0,15   | 0,11 |
| id1   | id2    | a      | Δa      | e      | Δe     | i (°)  | Δi   | Ω (°)  | ΔΩ    | ω (°)  | Δω    | Tp (anni) | ΔTp     | P (anni) | ΔP      | Kmag  | q (AU)   | Δq      | v (%c) | Δv   |